# Спорт в филателии

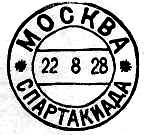

«Спорти́вная филатели́я», или «Спорт на почто́вых ма́рках», — название одной из крупных областей тематического коллекционирования знаков почтовой оплаты и штемпелей, посвящённых спорту, Олимпийским играм, чемпионатам мира и другим спортивным соревнованиям, спортсменам и их спортивным достижениям, физкультурному движению, спортивным союзам и организациям, или связанных с ними.
На спортивную тему формируются мотивные и тематические коллекции. Она пользуется огромной популярностью у филателистов.

## Описание
Появление спортивной тематики на марках связано со значительным расширением тем, которым стали посвящаться почтовые марки в первой половине XX века. Почтовые ведомства практически всех государств издают почтовые марки, посвящённые спорту. Особенно много марок посвящено Олимпийским играм.
Количество марок спортивной тематики очень велико и растёт с каждым годом. Такое изобилие привело к тому, что коллекционеры стремятся собирать коллекции по отдельным видам спорта, например: «Футбол в филателии», «Тяжёлая атлетика в филателии», «Шахматы в филателии» и т. д. Особое место в спортивной филателии занимает «Олимпийская филателия».
Помимо почтовых марок по этой теме имеется также много художественных маркированных конвертов, почтовых карточек, картмаксимумов, спецгашений, конвертов первого дня, целых вещей, календарных штемпелей и непочтовый материал.

## Примеры по странам

### СССР
Первым филателистическим материалом спортивной филателии в СССР стал специальный почтовый штемпель с надписью «Москва. Спартакиада», которым гасилась корреспонденция, отправляемая из Чернышевских казарм, третьего Дома Советов (где жили спортсмены) и со стадиона «Пищевик» (где проходили соревнования) в период с 11 по 24 августа 1928 года в Москве в дни первой Всесоюзной Спартакиады, посвящённой первому пятилетнему плану и 10-летию советского физкультурного движения[≡].
В 1935 году были эмитированы первые советские марки со спортивными сюжетами — серия миниатюр в ознаменование Всемирной спартакиады в Москве, которая, тем не менее, так и не состоялась. Автором серии выступил художник В. В. Завьялов:

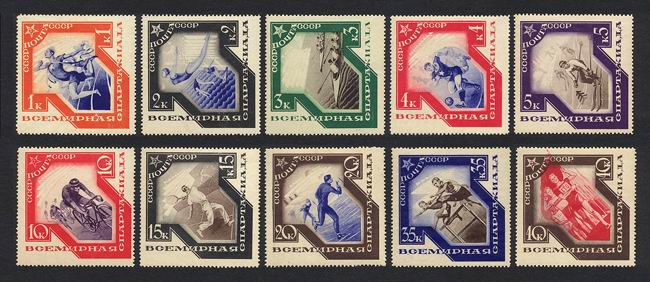
Почтовые марки СССР 1935 года, отметившие несостоявшуюся Всемирную спартакиаду

К 1978 году Министерством связи СССР было выпущено на тему спорта около 400 марок, 18 почтовых блоков, почти 700 маркированных конвертов и более 100 специальных гашений. Многие из марок, серий марок и почтовых блоков были посвящены крупнейшим международным и всесоюзным спортивным событиям — Олимпийским играм, Спартакиадам народов СССР, соревнованиям «Дружба-84», «Игры доброй воли», чемпионатам мира:

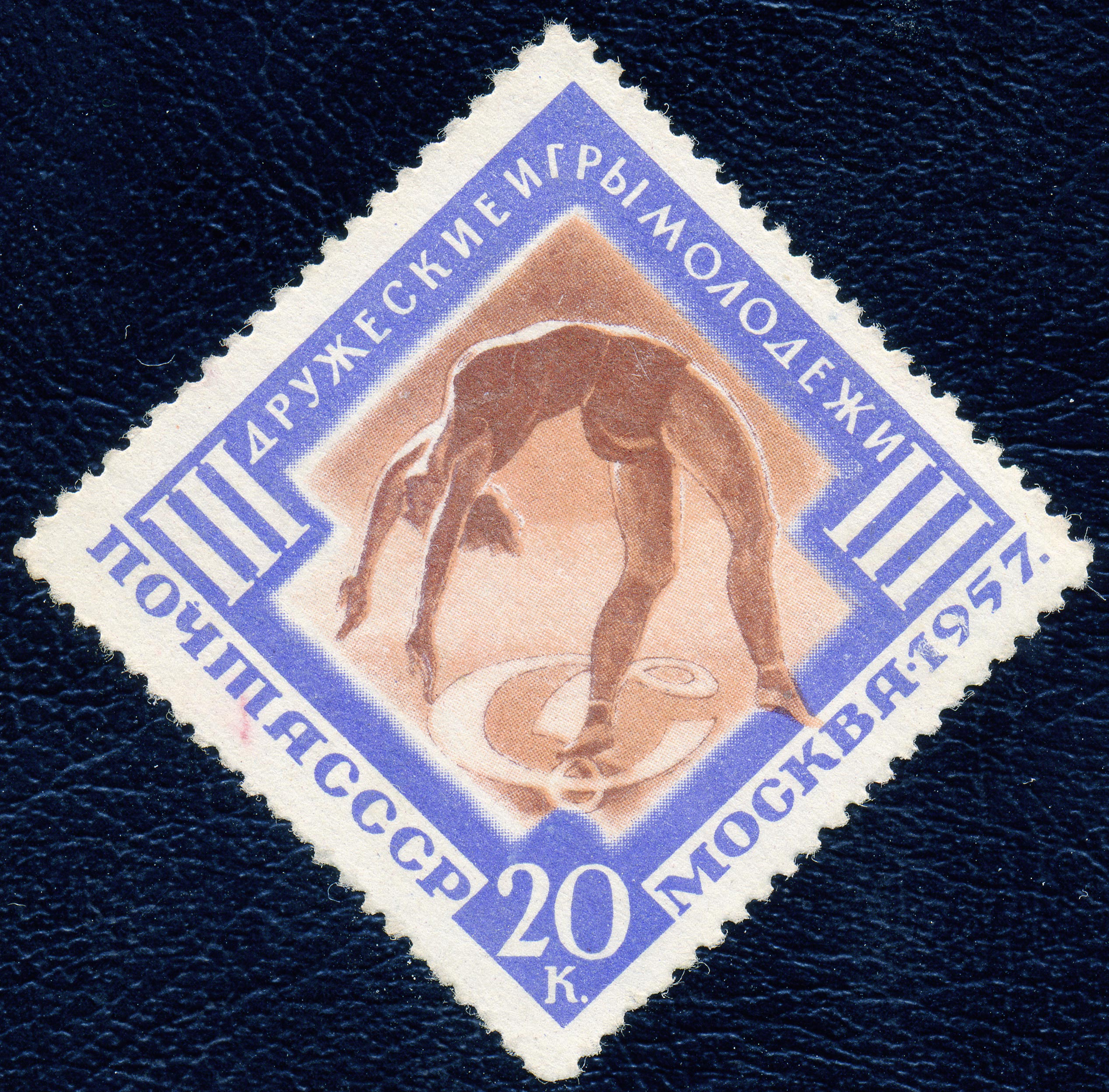
1957: III Дружеские игры молодёжи в Москве. Художник В. Завьялов (ЦФА [АО «Марка»] № 2020)
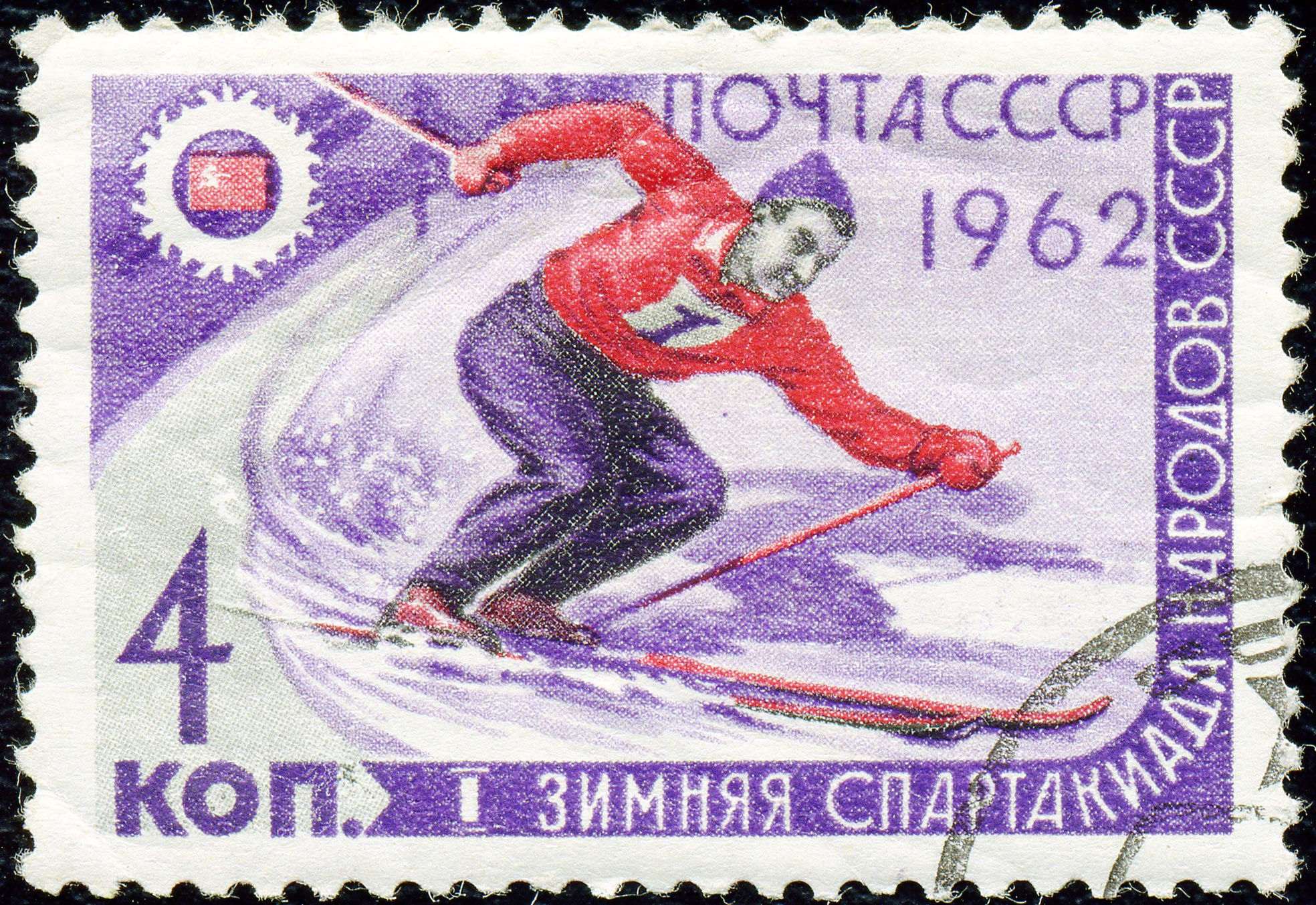
1962: I Зимняя Спартакиада народов СССР. Художник Л. Завьялов (ЦФА [АО «Марка»] № 2665)
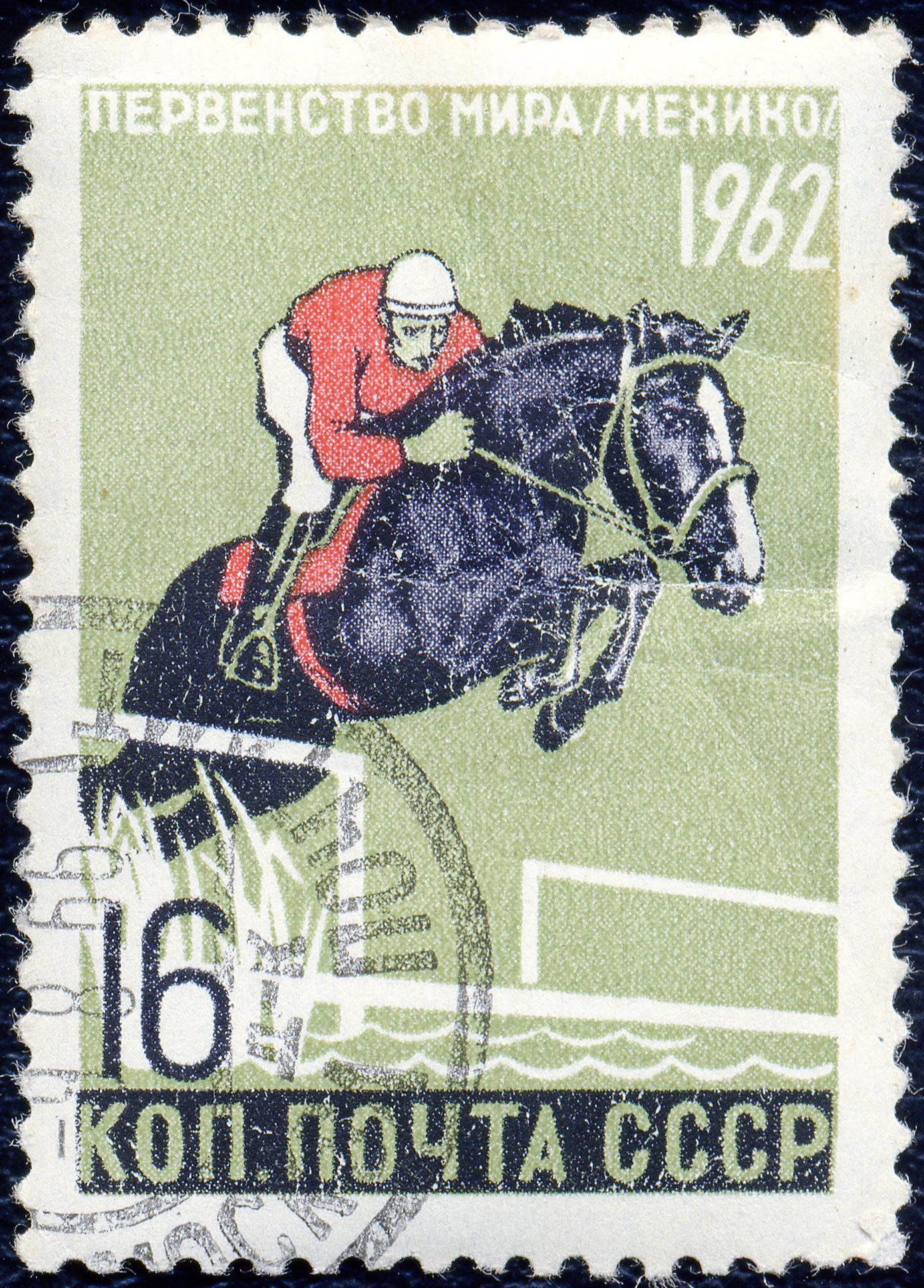
1962: первенство мира по современному пятиборью (конный спорт) в Мехико. Художник Л. Завьялов (ЦФА [АО «Марка»] № 2701)
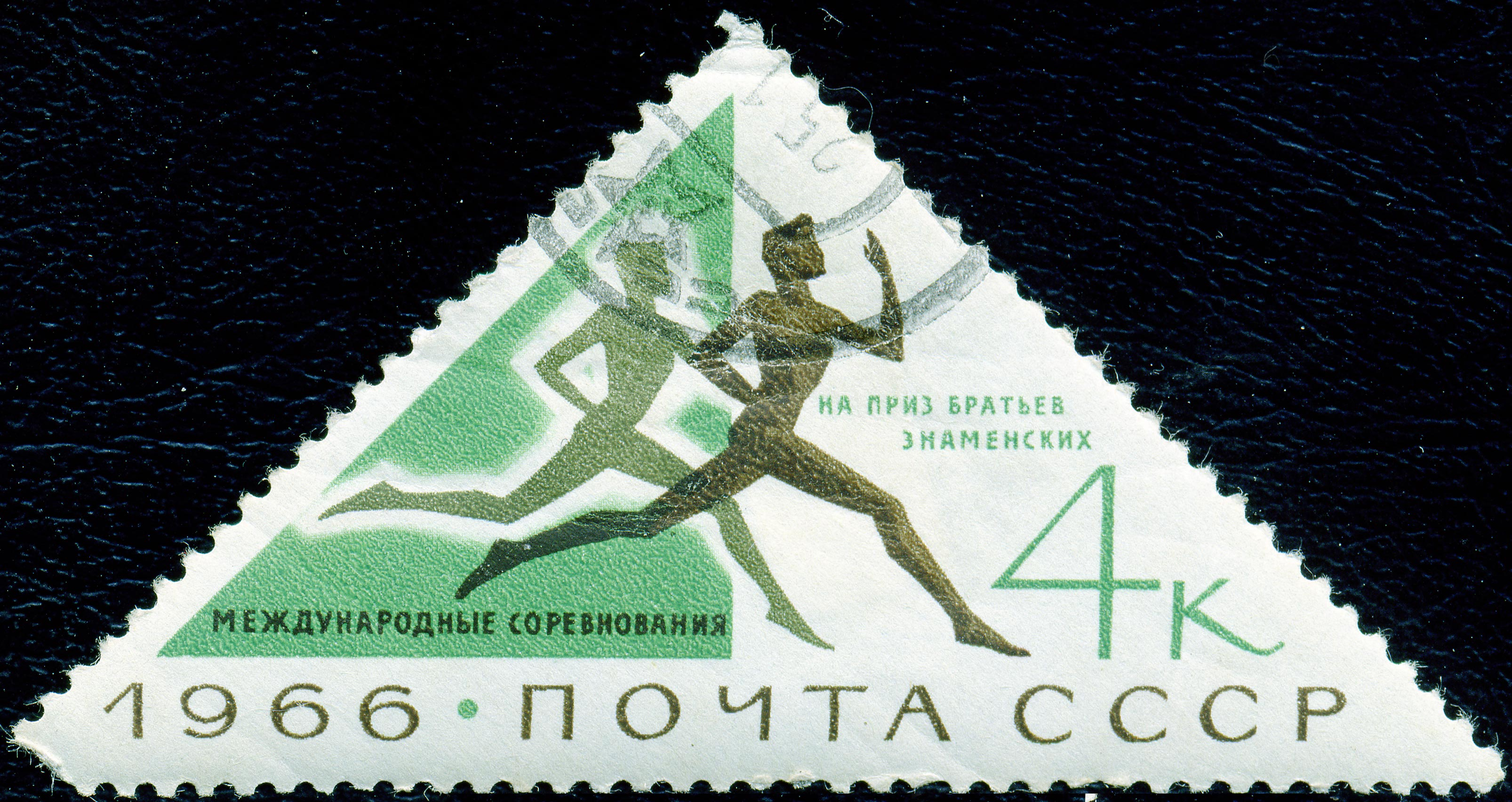
1966: международные соревнования на приз братьев Знаменских. Художник Е. Анискин (ЦФА [АО «Марка»] № 3370)

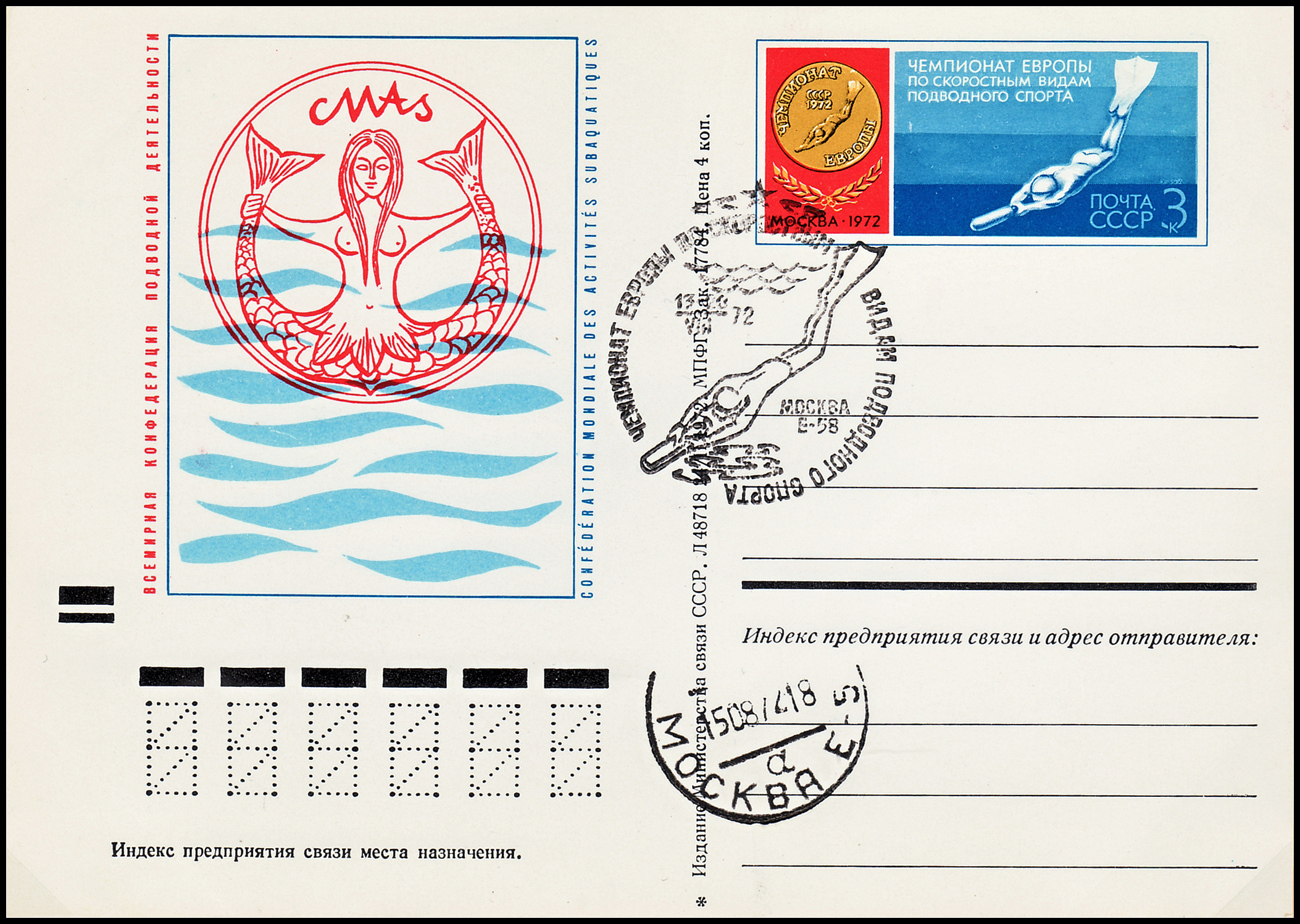
Односторонняя почтовая карточка с оригинальной маркой «Чемпионат Европы по скоростным видам подводного плавания. Москва», СССР, 1972. Художник Н. Шевцов. Спецгашение: Москва, отделение связи В-58, 13—20.08.1972

### Россия
Первыми почтовыми марками Российской Федерации стала появившаяся в январе 1992 года серия из трёх марок, посвящённая Играм XVI зимней Олимпиады в Альбервиле (Франция) (ЦФА [АО «Марка»] № 1—3):

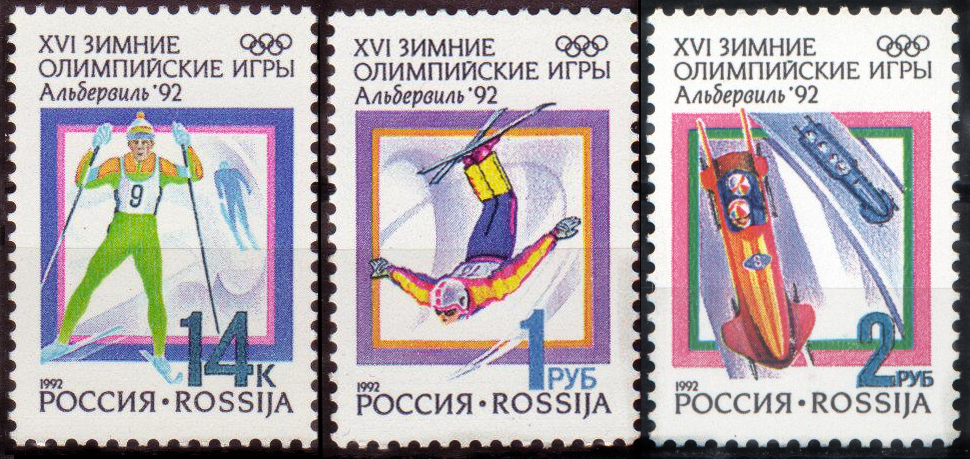
«XVI зимние Олимпийские игры» — первые почтовые марки Российской Федерации, 1992

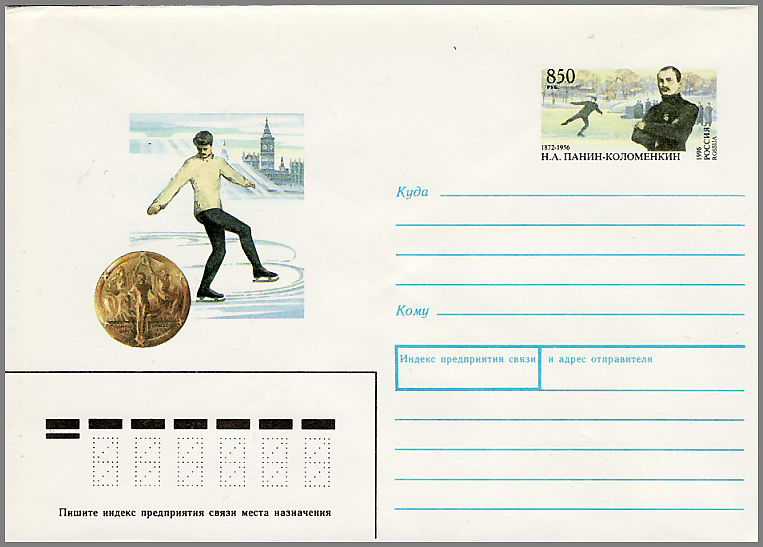
Конверт с оригинальной маркой «125 лет со дня рождения Н. А. Панина-Коломенкина, фигуриста, первого российского Олимпийского чемпиона», Россия, 1996. Художник Ю. Жуков

## Филателистические выставки
По спортивной тематике могут проводиться отдельные тематические выставки. В СССР первая такая выставка союзного значения состоялась в июле 1967 года. Ею стала Всесоюзная спортивная филателистическая выставка, которая была организована в Москве, на Центральном стадионе имени В. И. Ленина, в дни проведения IV юбилейной Спартакиады народов СССР.

## Печатные издания
По спортивной филателии опубликовано много книг и специализированных изданий. Вот лишь некоторые из них:
- Базунов Б. А., Садовников В. М. Меридианы хоккейной филателии. — М.: Радио и связь 1984. — 152 с. — (Библиотека юного филателиста; Вып. 15).
- Левин М. Е. Филателистическая летопись советского спорта. — М.: Связь, 1970. — ? с. [Первое издание.]
- Левин М. Филателия о спартакиадах народов СССР. — М.: Связь, 1971. — 60 с. (Дата обращения: 16 сентября 2015) Архивировано 16 сентября 2015 года.
- Левин М. Е. Филателистическая летопись советского спорта. — Изд. 2-е, перераб. и доп. — М.: Связь, 1979. — 176 с.
- Krause M., Weidmann K. Sport auf Briefmarken. — 2. Auflage. — Berlin: Transpress-Verlag, 1970. — S. 315, 500 Abbildungen. [Краузе М., Вейдманн К. Спорт на почтовых марках. — 2-е изд. — Берлин: Транспресс, 1970. — 315 с., 500 илл.] (нем.)

Издаются также специализированные каталоги и альбомы почтовых марок на спортивную тему:

Каталог почтовых марок «Домфил» (Испания). Том «Спорт. Зимние Олимпийские игры» (2006)
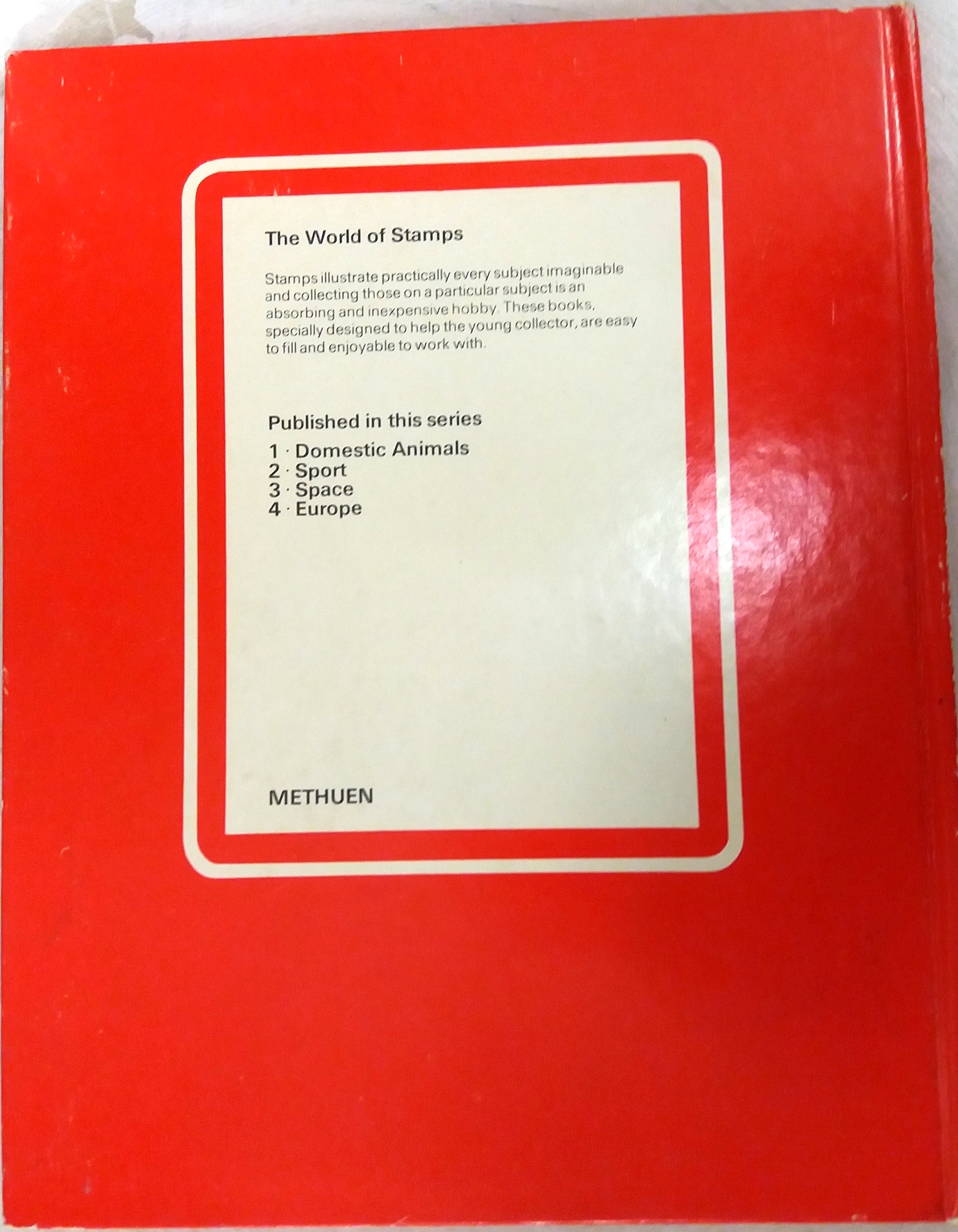
Задняя страница обложки одного из альбомов марок (1973), подготовленных издательством «Methuen[англ.]» на различные темы, включая «Спорт»

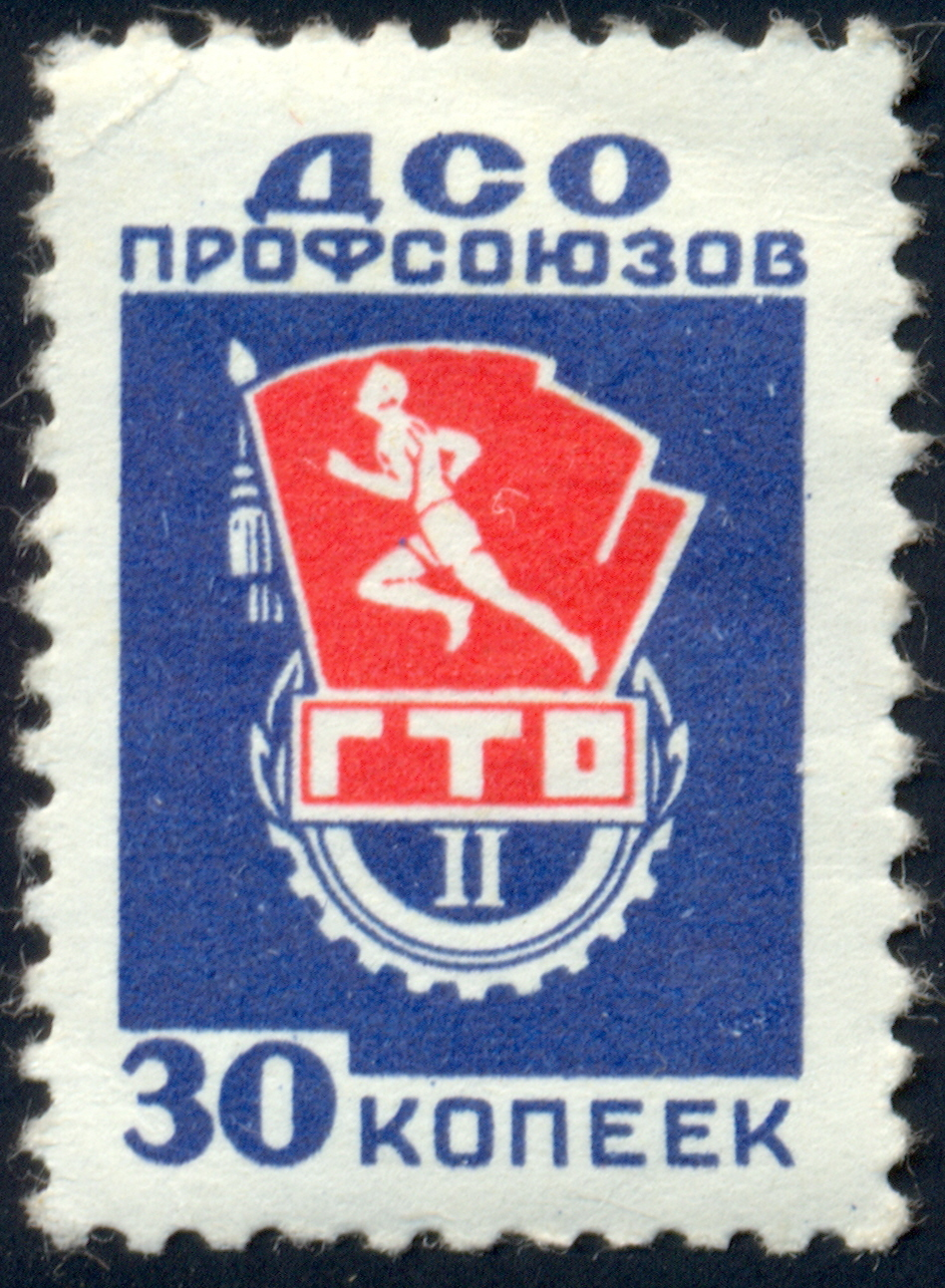
Непочтовая марка СССР для уплаты членских взносов в Добровольное спортивное общество профсоюзов с изображением значка ГТО (1980-е, 30 копеек)

## Непочтовые марки
В эту категорию спортивных марок и наклеек относят, в первую очередь, марки уплаты членских взносов в добровольные спортивные общества. Так, в СССР во второй половине 1930-х годов стали организовываться общесоюзное и отраслевые добровольные спортивные общества профсоюзов, членство в которых предусматривало уплату членских взносов. С этой целью вскоре стали использовать особые марки, свидетельствовавшие об уплате этих добровольных сборов.